# Tom Hopper
Thomas Edward Hopper (Coalville, 1985. január 28. –) angol színész.
Ő alakította Percivalt a Merlin kalandjai (2010–2012), Billy Bonest a Fekete vitorlák (2014–2017), Dickon Tarlyt a Trónok harca (2017), valamint Luther Hargreevest Az Esernyő Akadémia (2019–2024) című televíziós sorozatokban.

## Élete és pályafutása
1985. január 28-án született Coalville-ben (Leicestershire). A Newbridge High Schoolba és az Ashby Schoolba járt, itt kezdett először érdeklődni a színészet iránt. Beiratkozott egy drámatagozatos osztályba, és szerepelt a Return to the Forbidden Planet című musical iskolai előadásában. Később a Rose Bruford College-ban tanult színészetet.

## Magánélete
2014-ben vette feleségül Laura Higgins színésznőt. Egy fiuk és egy lányuk született.

## Filmográfia

### Film
| Év   | Magyar cím                            | Eredeti cím                            | Szerep           | Magyar hang   |
| ---- | ------------------------------------- | -------------------------------------- | ---------------- | ------------- |
| 2007 |                                       | Saxon                                  | halkereskedő     |               |
| 2009 |                                       | Tormented                              | Marcus           |               |
| 2013 |                                       | Cold                                   | Tom              |               |
| 2014 | Északiak: A viking saga               | Northmen: A Viking Saga                | Asbjörn          | Kálid Artúr   |
| 2016 |                                       | Kill Ratio                             | James Henderson  |               |
| 2018 | Túl szexi lány                        | I Feel Pretty                          | Grant LeClair    | Miller Zoltán |
| 2019 | Terminátor: Sötét végzet              | Terminator: Dark Fate                  | Hadrell          | Sarádi Zsolt  |
| 2021 | SAS: Vonatrablás a Csatorna-alagútban | SAS: Red Notice                        | Declan           | Varga Gábor   |
| 2021 | Sokkal több mint testőr 2.            | Hitman's Wife's Bodyguard              | Magnusson        | Varga Gábor   |
| 2021 | A kaptár – Raccoon City visszavár     | Resident Evil: Welcome to Raccoon City | Albert Wesker    | Szatory Dávid |
| 2022 | Nem várt találkozás                   | Love in the Villa                      | Charlie Fletcher | Varga Gábor   |
| 2023 |                                       | Place of Bones                         | Bear John        |               |
| 2024 | Űrkadét                               | Space Cadet                            | Logan O'Leary    |               |

### Televízió
| Év        | Magyar cím                   | Eredeti cím          | Szerep                         | Megjegyzések                                         |
| --------- | ---------------------------- | -------------------- | ------------------------------ | ---------------------------------------------------- |
| 2007      | Baleseti sebészet            | Casualty             | Hugh "Chewy" Mullen            | 1 epizód                                             |
| 2008      | Doktorok                     | Doctors              | Josh Mullen                    | 1 epizód                                             |
| 2008      | Kingdom – Az igazak ügyvédje | Kingdom              | katona                         | 1 epizód                                             |
| 2010      | Ki vagy, doki?               | Doctor Who           | Jeff                           | 1 epizód                                             |
| 2010–2012 | Merlin kalandjai             | Merlin               | Sir Percival                   | vendégszerep (3. évad) visszatérő szerep (4-5. évad) |
| 2012      |                              | Good Cop             | Andy Stockwell                 | 2 epizód                                             |
| 2014–2017 | Fekete vitorlák              | Black Sails          | William "Billy Bones" Manderly | főszereplő (34 epizód)                               |
| 2016      | A barbárok felemelkedése     | Barbarians Rising    | Arminius                       | 1 epizód                                             |
| 2017      | Trónok harca                 | Game of Thrones      | Dickon Tarly                   | 4 epizód                                             |
| 2019–2024 | Az Esernyő Akadémia          | The Umbrella Academy | Luther Hargreeves / Egyes      | - főszereplő - magyar hangja: - Varga Gábor          |
| 2020      | Robotcsirke                  | Robot Chicken        | John Rolfe / kígyó (hangja)    | 1 epizód                                             |

## Fordítás
- Ez a szócikk részben vagy egészben  a   Tom Hopper című angol Wikipédia-szócikk fordításán alapul.  Az eredeti cikk szerkesztőit annak laptörténete sorolja fel. Ez a jelzés csupán a megfogalmazás eredetét és a szerzői jogokat jelzi, nem szolgál a cikkben szereplő információk forrásmegjelöléseként.